# Eupetomena
Eupetomena là một chi chim trong họ Trochilidae.

## Các loài
Chi này chứa 2 loài:
- Eupetomena macroura
- Eupetomena cirrochloris

Eupetomena cirrochloris trước đây đặt trong chi đơn loài Aphantochroa, nhưng dựa theo nghiên cứu phát sinh chủng loài phân tử công bố năm 2014 thì Aphantochroa đã được gộp vào Eupetomena.